# Bahnhofskaserne Minden

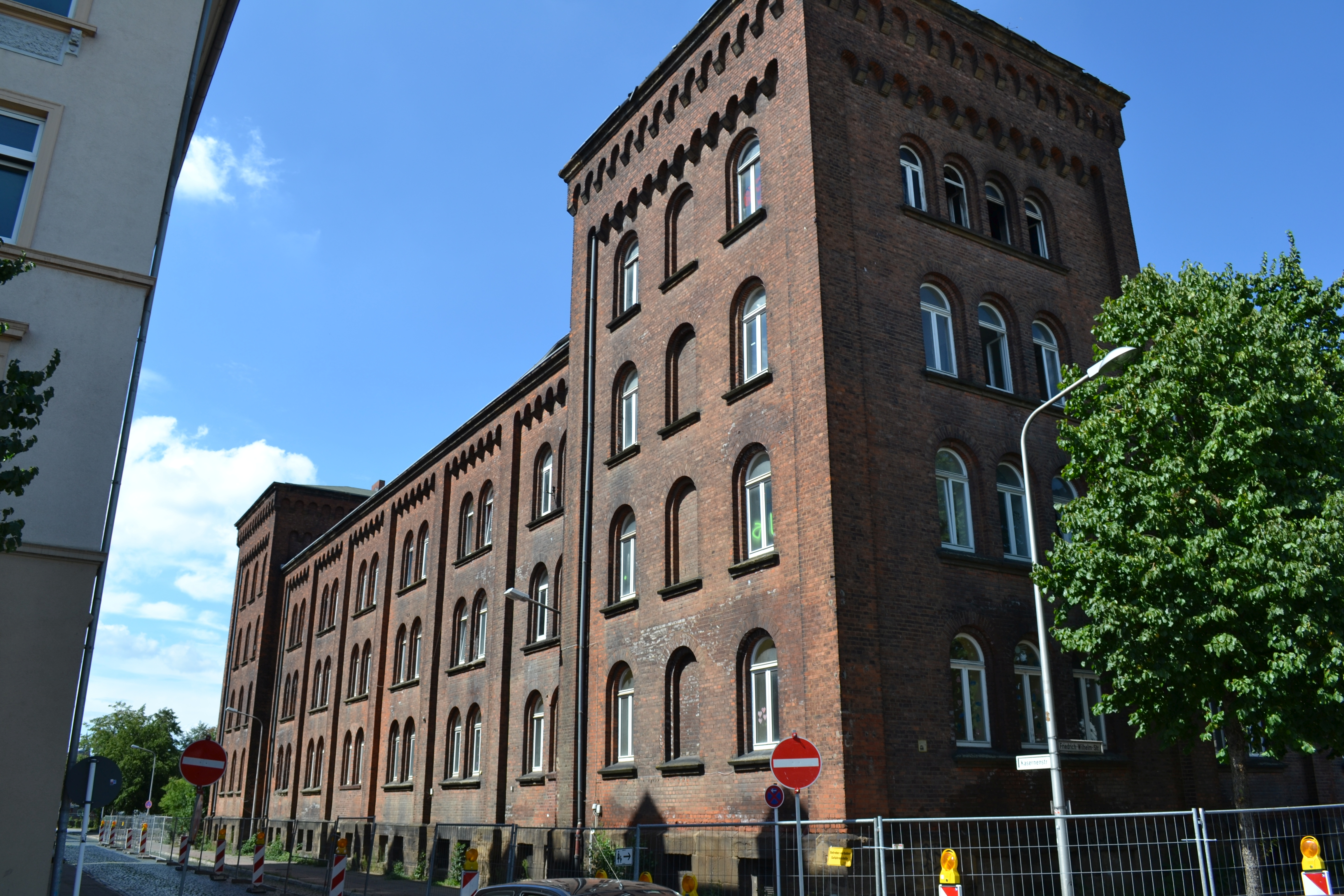
Die Bahnhofskaserne Südflügel

Die Bahnhofskaserne ist eine ehemalige Kaserne in der ostwestfälischen Stadt Minden, die 1869 für durchreisende Truppen in unmittelbarer Nähe zum Bahnhof der Stadt Minden auf dem rechten Weserufer errichtet wurde. Sie steht seit 1991 auf der Denkmalliste der Stadt Minden.

## Geschichte

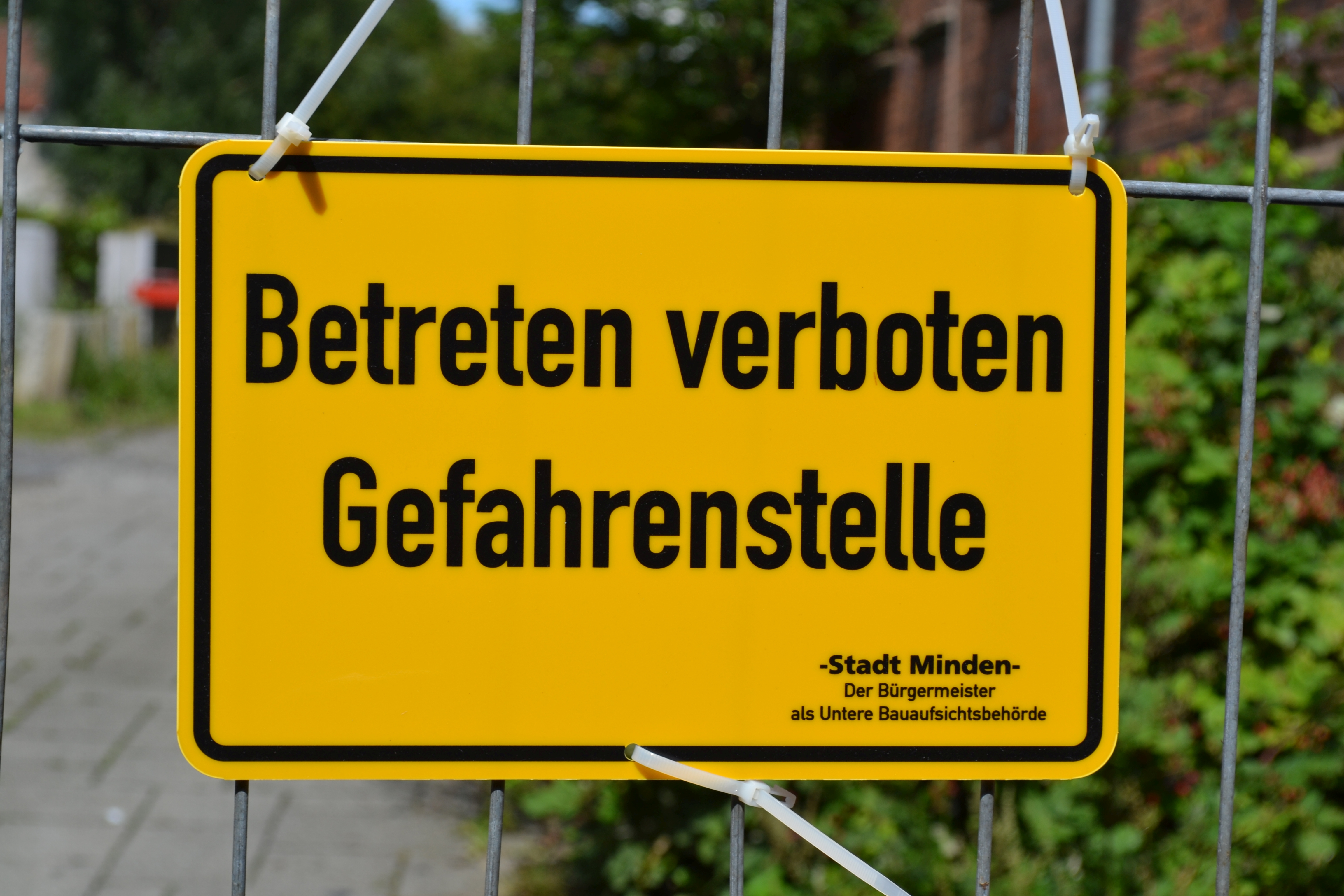
Absperrung nach dem Brand im August 2015

Minden war von 1827 bis 1873 zu einer Preußischen Festung ausgebaut. Der Bahnhof lag am rechten Weserufer und damit außerhalb des eigentlichen Stadtkerns. Hier war genug Platz, damit 1869 die Bahnhofskaserne errichtet werden konnte. Dies geschah nach der preußischen Annexion des Königreichs Hannover im Jahre 1866, wodurch der Bahnhof seine Funktion als Grenzbahnhof zu einem Binnenbahnhof mit Umsteigefunktion veränderte. Diese Änderung betraf auch die durchreisenden Truppen. Die Bahnhofskaserne konnte bis zu 600 Soldaten aufnehmen, so dass der Einquartierungsdruck durch Soldaten in der Festung Minden – damals häufig bei Privatleuten – in der Stadt merklich entlastet wurde.
Zudem wurde hier ab 1877 das III. Bataillon der Infanterie-Regiment „Prinz Friedrich der Niederlande“ (2. Westfälisches) Nr. 15 untergebracht.
Das Gebäude wurde nach dem Ersten Weltkrieg ab 1919 durch die Stadt Minden genutzt. Während des Zweiten Weltkriegs wurde sie erneut militärisch genutzt. 1991 wurde das Gebäude in die Denkmalliste der Stadt Minden eingetragen. Von 1992 bis 2011 ist die Spiel- und Lernstube der Marienkirche im Gebäude untergebracht. Anschließend wurde das Gebäude an einen privaten Investor aus Nordhessen verkauft, der Überlegungen anstellt, hier unter anderem Räume für studentisches Wohnen einzurichten. Am 10. August 2015 brach in dem leerstehenden Gebäude ein Feuer aus, der vor allem die Dach- und Geschosskonstruktionen an der Friedrich-Wilhelm Straße und an der Kasernenstraße zerstörte. Die Polizei geht von Brandstiftung aus.  Seitdem ist das Gebäude in einer Sicherungsmaßnahme abgesperrt.
Nach dem Brand ging der Investor aus Nordhessen Insolvenz, an dem Gebäude wurde nichts getan. Im Dezember 2016 wurde die Bahnhofskaserne 2016 durch das Amtsgericht Minden zwangsversteigert. Neuer Besitzer ist die Kögel Immobilien GmbH aus Bad Oeynhausen.
Dieser räumt sofort das Gelände und in dem Gebäude auf, befreit es von Schutt und Unrat. Zeitgleich beginnen die Vorarbeiten zu einer 3D-Erfassung. 2017 will er die möglichen Nutzungskonzepte vorstellen.

## Gebäude

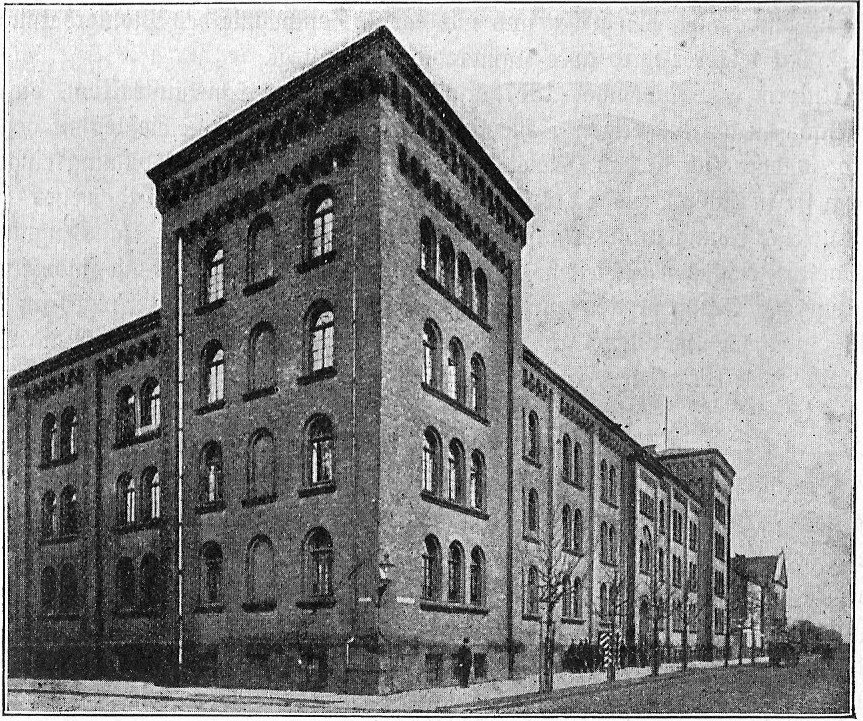
Foto vor 1911

Das Gebäude ist ein schlichter, dreiflügeliger Backsteinbau, der drei Stockwerke und auf den Ecken viergeschossige Ecktürme aufweist. Die Fassade des Backsteinbaus ist streng gegliedert. Die Rundbogenfenster tragen als Rahmung äußere Sandsteinanschläge.

## Nutzung des Gebäudes
Nach Aufhebung der Festung war ein Teil der Funktion der Bahnhofskaserne aufgehoben. Sie wurde bis nach dem Ersten Weltkrieg weiter zu militärischen Zwecken genutzt. Im Dritten Reich wurde in unmittelbarer Nähe ein Fremdarbeiterlager errichtet. In den 1950er Jahren wurde die Kaserne von der Stadt Minden angemietet, die hier eine Notunterkunft für Nichtsesshafte errichtet. Zudem hatte die St. Marien-Kirchengemeinde hier seine Kindertagesstätte (Spiel- und Lernstube) eingerichtet. Lange wurde über die weitere Nutzung diskutiert. Dann verkaufte die für staatliche Immobilien zuständige Bundesanstalt für Immobilienaufgaben (BIMA) als Eigentümer das Gebäude Ende Oktober 2012 an einen Makler aus Lohfelden. Dieser plante laut Presse die Nutzung zum studentischen Wohnen. Ein Bauantrag lag laut der Internetseite der Stadt zum Zeitpunkt des Brandes nicht vor.